# Dorfkirche Hermsdorf (bei Ruhland)

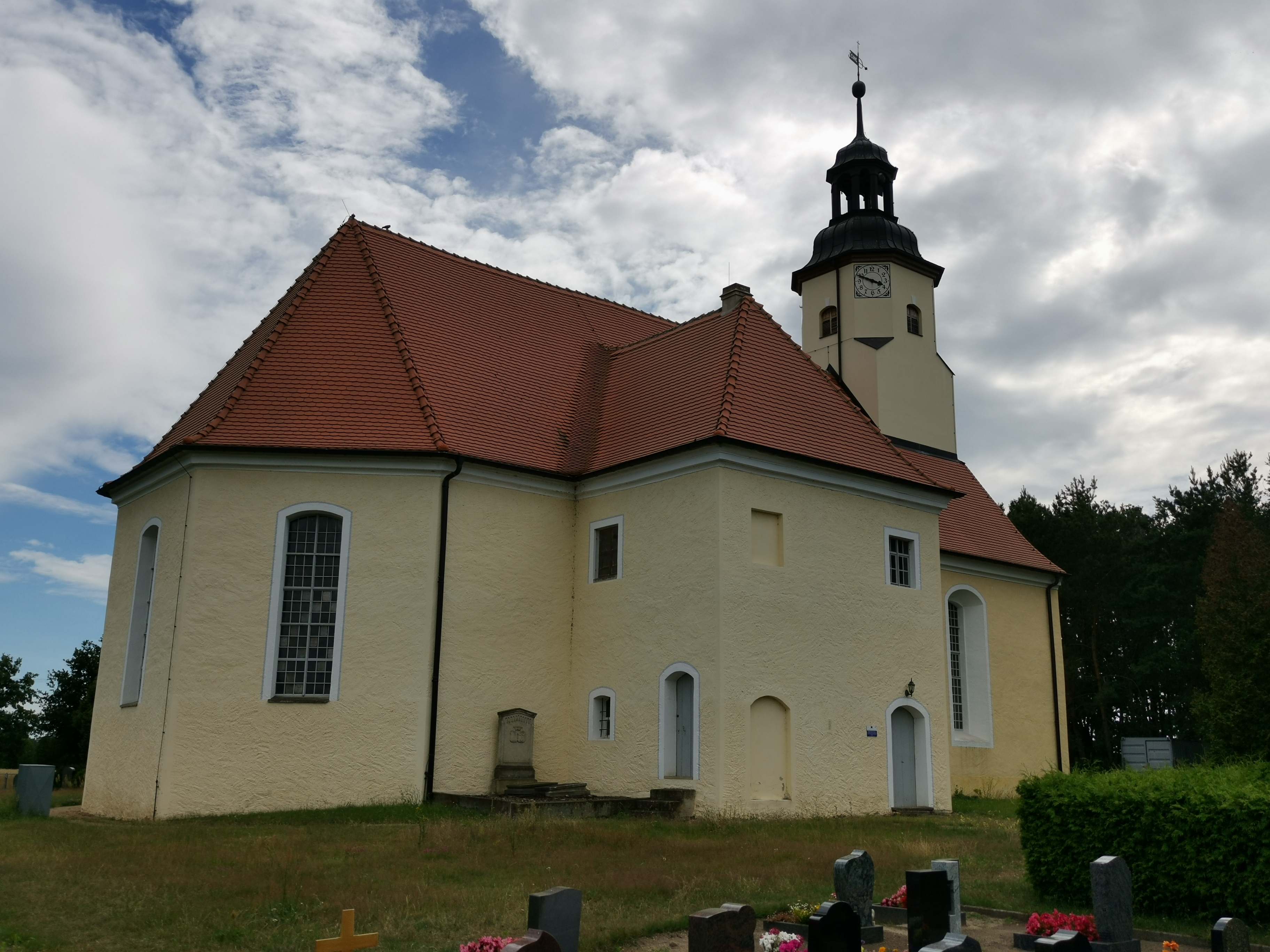
Dorfkirche Hermsdorf (2020)

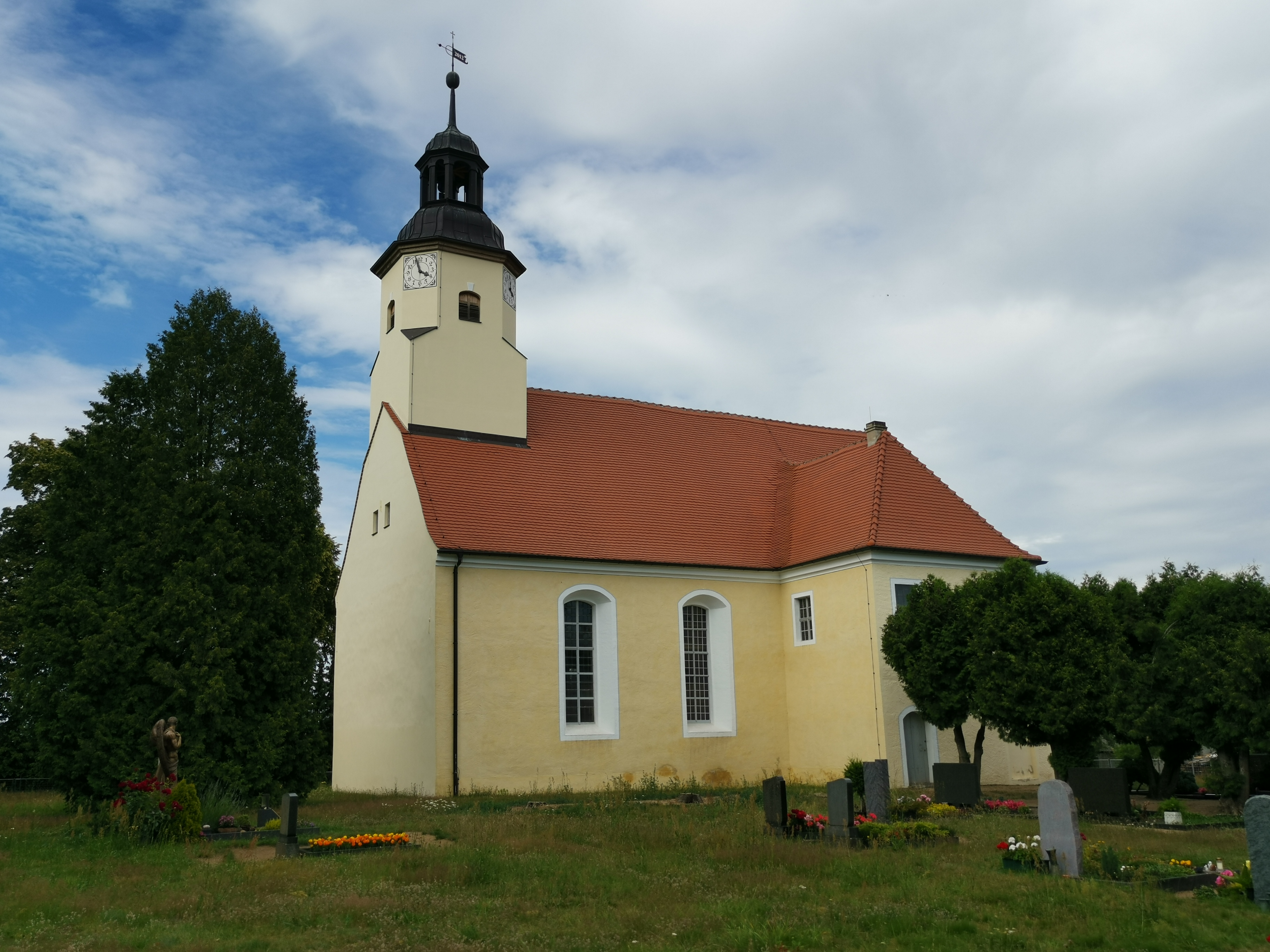
Ansicht von Süden (2020)

Die Dorfkirche Hermsdorf ist das Kirchengebäude in dem Dorf Hermsdorf im Landkreis Oberspreewald-Lausitz im Süden von Brandenburg. Es gehört der Kirchengemeinde Ruhland im Kirchenkreis Schlesische Oberlausitz, der Teil der Evangelischen Kirche Berlin-Brandenburg-schlesische Oberlausitz ist. Die Kirche steht unter Denkmalschutz.

## Architektur und Geschichte
Die Dorfkirche Hermsdorf liegt auf dem Friedhof am westlichen Ortsrand an der Straße nach Jannowitz. Die Saalkirche wurde im 15. Jahrhundert als Feldsteinkirche gebaut und hat einen Dreiachtelschluss. Anfang des 18. Jahrhunderts wurden an der Nord- und Südwand zweigeschossige Logen aus Backstein angebaut und die Kirche wurde verputzt. Das Kirchenschiff hat hohe Segmentbogenfenster und ein über dem Ostschluss abgewalmtes Satteldach. Im Westen befindet sich ein quadratischer und später ins achteckige übergehender Dachturm mit Schweifhaube und offener Laterne. Dieser musste ursprünglich 1987 abgetragen werden und wurde in den Jahren 2011 und 2012 wieder rekonstruiert. Im Jahr 2024 plant der Kirchenbauverein die Restaurierung und Neufassung des Altars, der in die barocke Raumfassung eingebunden werden soll.
Im Inneren hat die Kirche eine flache Balkendecke und zweigeschossige Emporen im Norden und Süden, die durch eine Orgelempore miteinander verbunden sind.
In der Kirche steht ein zweistöckiger Ädikulaaltar aus der Mitte des 17. Jahrhunderts mit einem Abendmahlsbild in der Predella. Der Altar wurde im 18. Jahrhundert zu einem Kanzelaltar umgebaut. Dabei gingen ursprünglich daran angebrachte Bildtafeln verloren. Das Taufbecken im Jugendstil aus Sandstein ist mit Darstellungen betender Engel verziert und wurde im Jahr 1909 geschaffen. Vor der Kirche stehen mehrere Inschriftgrabsteine für Mitglieder der Gutsbesitzerfamilie von Gersdorff aus dem 17. und 18. Jahrhundert. Die Orgel wurde 1844 von Johann Christoph Schröther dem Jüngeren gebaut. Sie hat elf Register auf zwei Manualen und dem Pedal.

## Kirchengemeinde
Bis zur um 1530 einsetzenden Reformation war Hermsdorf eine Filialkirche von Ruhland, anschließend wurde Hermsdorf zu einer eigenständigen Pfarrei. Zur früheren Kirchengemeinde Hermsdorf gehörten neben Hermsdorf noch der Ortsteil Lipsa sowie das sächsische Dorf Zeisholz. Die sorbischsprachigen Gottesdienste wurden bereits im 18. Jahrhundert eingestellt.
Bis 1945 gehörte Hermsdorf zur Evangelischen Landeskirche der älteren Provinzen Preußens. Nach deren Zerfall kam die Kirchengemeinde zur Evangelischen Kirche in Schlesien, die später in Evangelische Kirche der schlesischen Oberlausitz umbenannt wurde. Am 1. Januar 2004 schlossen sich die Evangelische Kirche der schlesischen Oberlausitz und die Evangelische Kirche in Berlin-Brandenburg zur Evangelischen Kirche Berlin-Brandenburg-schlesische Oberlausitz zusammen. Die Kirchengemeinde Hermsdorf wurde 2018 aufgelöst, seitdem gehört die Kirche zur Kirchengemeinde Ruhland.